# Puerto Lempira
Puerto Lempira – miasto w północno-wschodnim Hondurasie, położone nad laguną Caratasca, stolica departamentu Gracias a Dios. W 2010 roku miasto liczyło 7145 mieszkańców.
W mieście znajduje się port lotniczy Puerto Lempira.